# Dolovo (Dobrinj)
 Dolovo  falu Horvátországban Tengermellék-Hegyvidék megyében. Közigazgatásilag Dobrinjhoz tartozik.

## Fekvése
Krk belsejében, községközpontjától 2 km-re délre, Kras és Gostinjac között fekszik. Krasról makadámút vezet a faluba, mely egy dombok közötti völgyben fekszik. A kihalt településen néhány régi kőház romja és egykor megművelt, de mára buja növényzettel benőtt kertek, rétek, legelők és sűrű erdő található.

## Története
A falu keletkezési ideje nem ismert, de valószínűleg elég régi. 1780-ban a népesség összeíráskor a szomszédos Gostinjaccal együtt 128 lakosa volt. A 19. század folyamán osztrák uralom alatt állt. 1867-től 1918-ig az Osztrák-Magyar Monarchia része volt. 1880-ban 30, 1910-ben 53 lakosa volt. Az Osztrák–Magyar Monarchia bukását rövid olasz uralom követte, majd a település a Szerb–Horvát–Szlovén Királyság része lett. A második világháború idején előbb olasz, majd német csapatok szállták meg. A háborút követően újra Jugoszlávia, majd az önálló horvát állam része lett. Utoljára 1971-ben számláltak itt lakosságot, amikor négyen lakták. Azóta folyamatosan pusztul, de tervek vannak a főként turisztikai célból történő újjáépítésére.

## Lakosság
| Lakosság változása | Lakosság változása | Lakosság változása | Lakosság változása | Lakosság változása | Lakosság változása | Lakosság változása | Lakosság változása | Lakosság változása | Lakosság változása | Lakosság változása | Lakosság változása | Lakosság változása | Lakosság változása | Lakosság változása | Lakosság változása |
| ------------------ | ------------------ | ------------------ | ------------------ | ------------------ | ------------------ | ------------------ | ------------------ | ------------------ | ------------------ | ------------------ | ------------------ | ------------------ | ------------------ | ------------------ | ------------------ |
| 1857               | 1869               | 1880               | 1890               | 1900               | 1910               | 1921               | 1931               | 1948               | 1953               | 1961               | 1971               | 1981               | 1991               | 2001               | 2011               |
| 0                  | 0                  | 30                 | 29                 | 22                 | 53                 | 14                 | 15                 | 9                  | 5                  | 6                  | 4                  | 0                  | 0                  | 0                  | 0                  |

## Nevezetességei
A dolovói etnozóna a dobrinji régió földrajzi és kultúrtörténeti területének része. Központja Dolovo településéből és szűkebb környezetéből áll, tágabb környezete pedig a település körüli szélesebb területen terül el, beleértve a romos Szent György-kápolnát és a Kras-Dobrinj úton álló utikápolnát. Az övezet elsősorban mezőgazdasági terület. A mezőgazdasági telkek alakja és nevei alapján lehetséges, hogy az övezet a 12. század óta, sőt az első horvátok érkezések idejétől kezdve, az 5-6. századtól létezik.